# Roman Didyk
Roman Ihorovyč Didyk (in ucraino Роман Ігорович Дідик?; Leopoli, 2 dicembre 2002) è un calciatore ucraino, difensore del Ruch L'viv.

## Caratteristiche tecniche
È un difensore centrale.

## Carriera

### Club
Ha giocato sempre nel campionato ucraino di calcio. Nella stagione 2021 ha esordito in Prem"jer-liha.

### Nazionale
Vanta 9 presenze con le rappresentative giovanili ucraine.